# Gösta Palmqvist
Axel Gustaf (Gösta) Palmqvist, född 21 oktober 1894 i Luleå, död 22 december 1977 i Söderhamn, var en svensk bankman.
Efter studentexamen i Umeå 1914 anställdes Palmqvist vid Sundsvalls Handelsbank 1914, vid Uplands Enskilda Bank 1917, vid Hambros Bank i London 1920, vid Banque des pays du Nord i Paris 1921, vid Uplands Enskilda Bank i Sundsvall 1923, vid Svenska Handelsbanken i Sundsvall 1932 och var direktör för sistnämnda banks kontor i Söderhamn 1942–1954. Han var fransk konsularagent från 1950. Palmqvist är begravd på Söderhamns kyrkogård.